# ウエディング・ソング (斉藤和義の曲)
「ウエディング・ソング」は、2007年1月24日に発売された斉藤和義31作目のシングル。発売元はSPEEDSTAR RECORDS。

## 解説
本作は当初、結婚情報誌『ゼクシィ』（リクルート）の2006年CM用にサビ部分のみ作られCDリリース予定は無かった。しかしCMを見た視聴者よりリクルート・所属事務所・レコード会社に多くの問合せがあり、これを受けCMコピーライター一倉宏が書いた詩に斉藤がメロディを付け、急遽CD化された。
ミュージック・ビデオでは、ビルの屋上でアコースティック・ギターを弾きながら歌う斉藤と、2006年『ゼクシィ』CMに出演した倉科カナが花嫁役で出演している。
2008年12月3日発売、35枚目のシングル「おつかれさまの国」の初回限定盤には、2008年8月25日、品川ステラボールで行われたライブ音源が収録されている。

## 収録曲
作曲・編曲：斉藤和義
1. ウエディング・ソング（4:37）[3]
  - 作詞：一倉宏
  - ストリングスアレンジ：中川俊郎

リクルート「ゼクシィ」CMソング（2006年・2007年）
2. ウエディング・ソング 〜ゴンザレス斉藤とチチ和義 バージョン〜（4:41）[3]
斉藤のアコースティック・ギター演奏によるInstrumental。
副題はギターデュオ、ゴンチチのゴンザレス三上とチチ松村から引用した。

## 楽曲の収録アルバム
ウエディング・ソング
- 紅盤[4]
- 歌うたい15 SINGLES BEST 1993〜2007

ウエディング・ソング 〜ゴンザレス斉藤とチチ和義 バージョン〜
- Collection "B" 1993〜2007